# Джужуевы
Джужуевы (абаз. Джьджьу) абазинский дворянский род. Основная часть представителей проживают в Карачаево-Черкесской республике, в аулах Инжич-Чукун, Псыж, Мало-Абазинск, городе Черкесске, а так же в составе абазинской диаспоры в Турции и Ближнем Востоке

## Этимология
Фимилию можно этимологизировать с абазинского языка: в удвоенном элементе джь — можно усматривать слово джьаджьа «кудрявый», которое являлось по видимому именем родоначальника, у(а) в абх.-абаз. «люди», «народ». То есть «люди Кудрявого». В своей работе «Абазинские фамилии и имена», С. Х. Ионова переводит удвоенный элемент «Джь» с абх.-абаз. как «жгучий» и «уа» так же как и в первом варианте

## История
Согласно преданиям, до переселения на Северный Кавказ, в средневековье род обитал в долине реки Мзымта и являлся одними из дружинников, княжеского рода Лоовых, от которых и ведут своё происхождение. Впоследствии после переселения на северные склоны Кавказских гор проживали в верховьях реки Малый Зеленчук. В числе пяти других фамилий относились к сословию агмиста ду, то есть большие дворяне

## Владения
Предположительно до XVII—XVIII вв. владели несколькими аулами, которые впоследствии при укрупнении населенных пунктов в XIX в. стали частью аулов Инжич-Чукун и Псыж, как кварталы (Джьджьу-хlабльа). Так же представители рода, являлись крупными коннозаводчиками Баталпашинского отдела